# Codex Palatinus germanicus 1

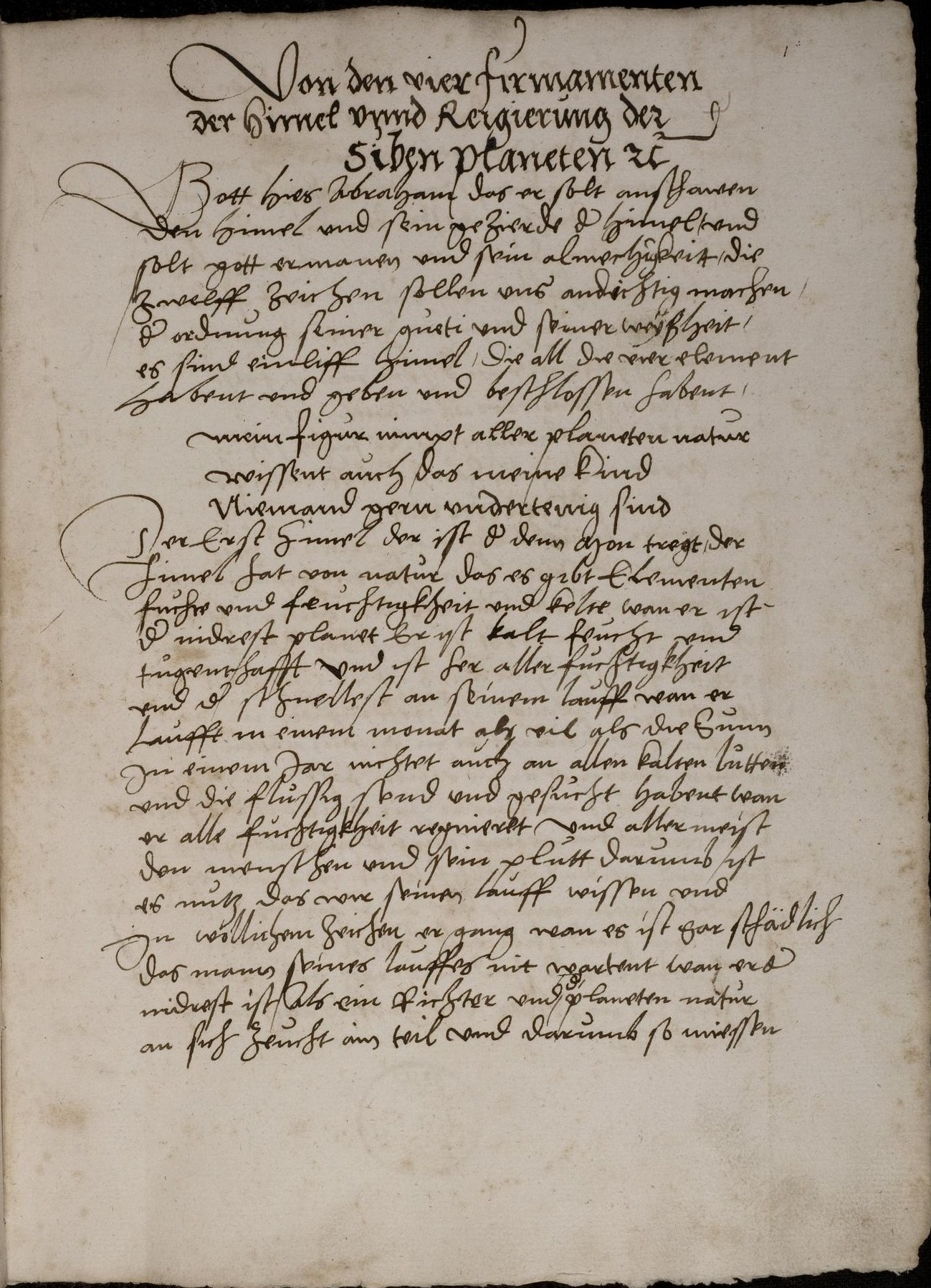
Cod. Pal. germ. 1, Blatt 1r: Planetentraktat

Der Codex Palatinus germanicus 1 ist eine frühneuzeitliche Handschrift der ehemaligen Bibliotheca Palatina in Heidelberg. Der Codex gehört zu den Codices Palatini germanici, den deutschsprachigen Handschriften der Palatina, die seit 1816 in der Universitätsbibliothek Heidelberg aufbewahrt werden; Signatur der UB-Heidelberg und gängige fachwissenschaftliche Bezeichnung ist Cod. Pal. germ. 1 (Kurzform: Cpg 1).
Der Codex enthält einerseits Traktate und Ratgebertexte zur Astrologie, beispielsweise zur Bedeutung der Tierkreiszeichen oder zum Einfluss der Planeten auf den Menschen, andererseits astromedizinische und medizinische Texte, z. B. Aderlassregeln und Ausführungen zum Regimen sanitatis, Regeln zum Erhalt der Gesundheit.
Die Sammelhandschrift entstand in Heidelberg um 1538.

## Beschreibung

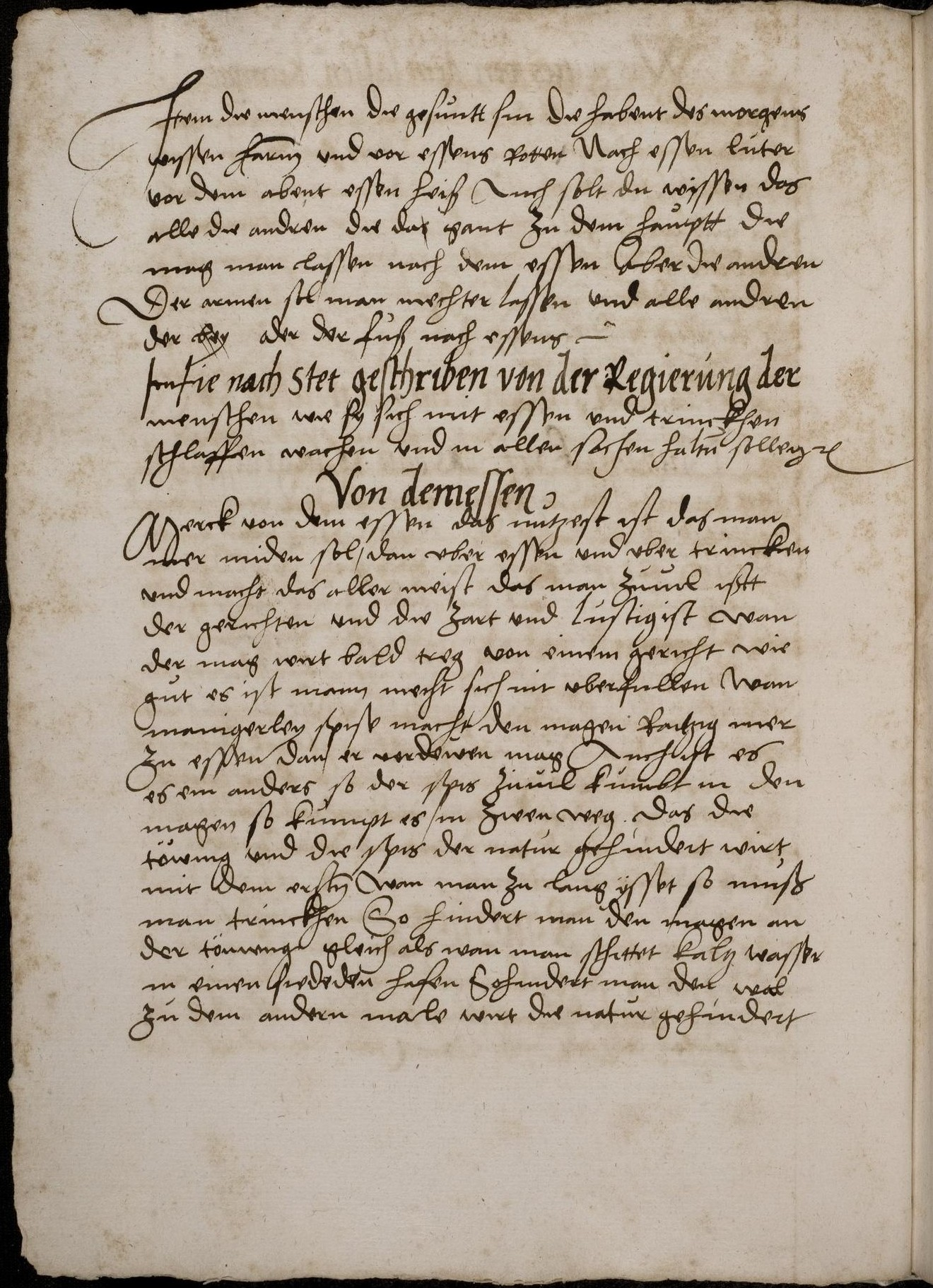
Cod. Pal. germ. 1, Blatt 12v: Konrad von Eichstätt, Regel der Gesundheit, „Von demessen“

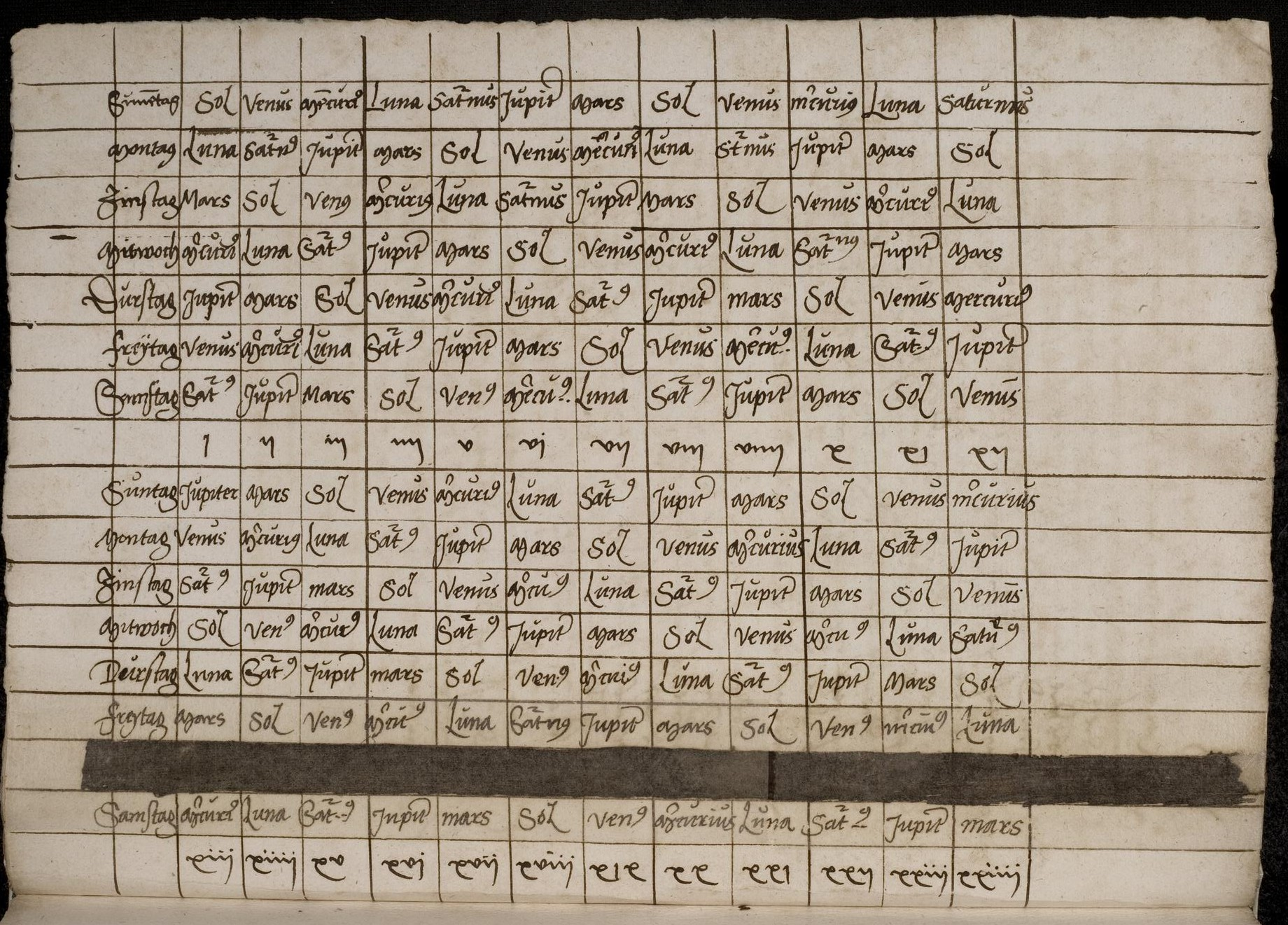
Cod. Pal. germ. 1, Blatt 19v (gedreht): Planetentafel

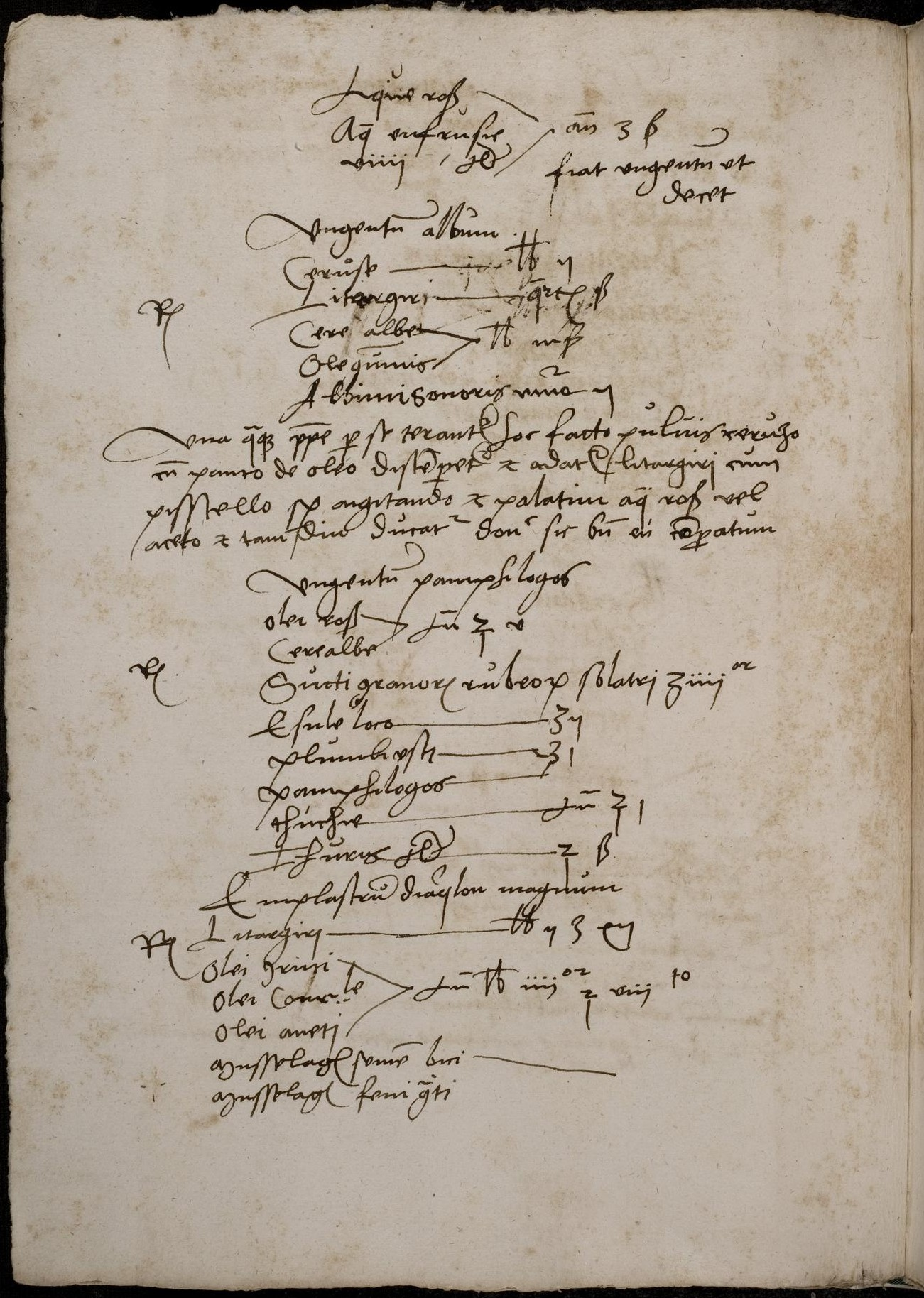
Cod. Pal. germ. 1, Blatt 42v: Rezepte für Pflaster

Der Codex ist eine Papierhandschrift mit 52 Blättern; die Foliierung des 17. Jahrhunderts zählt nur die beschriebenen Blätter 1–45.
Die Blattgröße des Codex beträgt 31 × 22,7 cm, dabei ist ein Schriftraum von 22–24 × 14–15 cm beschrieben mit 29 bis 34 Zeilen pro Seite. Durchgehende Schriftform ist eine Kurrentschrift des 16. Jahrhunderts, manche Überschriften sind in Kanzleischrift ausgeführt. Alle Blätter sind von einer Hand geschrieben. Auf den Doppelblättern 4ar/4av und 6ar/6av sind Zettel eingeheftet. Die Seiten 1r–42v sind eine Abschrift der Seiten 1r–51v aus Cod. Pal. germ. 718. Derselbe Schreiber hat auch die Seiten 1r–56r der medizinischen Sammelhandschrift Cod. Pal. germ. 241 angefertigt.
Mit dem Codex sind drei Textfragmente aus früheren Falzstreifen überliefert; als Beilage der Handschrift ist außerdem ein altes Kopert erhalten: eine Urkunde vom 6. Dezember 1538. Sie hat zum Inhalt, dass Johann Horbusch von Melsungen, Präzeptor des Antoniterhauses in Alzey, alle Rechte an den zu seinem Haus gehörenden Untertanen und Leibeigenen an den Pfalzgrafen Ludwig V. übertragen hat.
Die Pappeinbindung und der Pergamentrücken der Handschrift wurden 1970 hinzugefügt.

## Herkunft
Die Inhalte dieser iatromathematischen Handschrift sind Mitteilungen der Laienärztin Regina Hurleweg, wie der eigenhändige Hinweis Ludwigs V. anzeigt – hurlenwegin oben auf Blatt 1ar (ältere Zählung: Blatt I; zusätzlich als hurlewegin auf dem Kopert). Hurleweg lebte im frühen 16. Jahrhundert vermutlich in der Kurpfalz; Ludwig V. nahm deren medizinische und astrologische Überlegungen mehrfach in seine eigenen medizinischen Kompilationen auf.
Schreibsprache des Codex ist südrheinfränkisch mit bairischen Formen.
Wie die anderen Handschriften der kurfürstlich-pfälzischen Bibliotheken kam der Codex nach der Eroberung der Kurpfalz im Dreißigjährigen Krieg 1622 nach Rom in den Besitz der Vatikanischen Bibliothek und wurde mit den anderen deutschsprachigen Beständen der Palatina im Rahmen der Regelungen während des Wiener Kongresses erst 1816 nach Heidelberg zurückgeführt.

## Inhalte
Cod. Pal. germ. 1 enthält typische Beispiele „prognostischer Kleinliteratur“, wie sie seit dem 14. Jahrhundert vielfach in solchen Sammelhandschriften eingebunden werden.
Auf den ersten Seiten der Handschrift (Blätter 1r–3v) findet sich ein Planetentraktat mit „Planetenkinder“-Texten, gefolgt von Zwölfmonatsregeln (Blätter 3v–8r), letzteres gemischt aus Erläuterungen zu den Tierkreiszeichen und zu spezifischen Gesundheitsregeln der zwölf Monate.
Es folgen zwei Texte zu Aderlassregeln (Blätter 8r–9v und 10r–12v); im zweiten Text mit einer Aufzählung „verworfener Tage“ (Blatt 10v), genau datierten Tagen des Jahres (1. Januar, 23. Februar, 1. und 28. März, 10. und 20. April, 3. und 25. Mai, 16. Juni, 15. und 22. Juli, 1. und 30. August, 13., 21. und 29. September, 16. und 27. November, 5. Dezember), an denen auf den Aderlass verzichtet werden soll, weil sonst Unheil droht. Auf Blatt 12r sind zwei kurze Texte eingeschoben: Aderlassregeln nach Petrus Hispanus (um 1205–1277, Papst Johannes XXI.) sowie Blutschauregeln aus der Regel der Gesundheit (Kapitel 81–83) nach Konrad von Eichstätt (vor 1300–1342). Auf den Blättern 12v–17r folgen weitere Teile der Regel der Gesundheit, bspw. über die richtige Menge und Art zu essen, über den Nutzen des Schlafs oder über den Schaden des Zorns und den Nutzen der Fröhlichkeit. Daran schließen sich weitere Aderlassregeln nach Petrus Hispanus an (Blätter 17r–18r).
Darauf folgen vier Seiten mit astrologischen Texten: Wetterregeln nach Stand der Planeten (Blatt 18r, 18v), eine Erläuterung zu den Eigenschaften und Kräften der Planeten (Blatt 18v) mit einer astronomischen Tabelle, der sich entnehmen lässt, wann die Planeten erscheinen (Planetentafel, Blatt 19v). Dazwischen ist auf Blatt 19r der Handschrift eine weitere Erläuterung zu den Eigenschaften der Tierkreiszeichen geschoben sowie zwei Prognosen, zum Paulstag (25. Januar) und zum Vincentiustag (22. Januar).
Den längsten zusammenhängenden Text des Codex bildet Ordnung und Gesundheit (Blätter 20r–40v), eine deutsche Bearbeitung des lateinischen Urregimens Konrads von Eichstätt.
Am Schluss der Handschrift findet sich eine Rezeptsammlung: Rezepte für Salben (Blätter 40v–42v), für Pflaster (Blätter 42v–44r) und für gebrannte Wässer (Blätter 44r–45r).
Die dem Codex beigelegten ursprünglichen Falzstreifen sind Teile quer durchgeschnittener Pergamentblätter. Darauf finden sich drei Textfragmente eines Breviers aus dem 14. Jahrhundert, die in Textura von einer Hand beschrieben sind.